# Phyllomedusa trinitatis
La rana tarsius septentrional (Phyllomedusa trinitatis) es una especie de anfibios de la familia Phyllomedusidae.
Habita en Trinidad y Tobago y Venezuela.
Sus hábitats naturales incluyen bosques tropicales o subtropicales secos y a baja altitud, montanos secos, sabanas secas, zonas de arbustos, marismas de agua dulce, zonas previamente boscosas ahora muy degradadas, estanques, canales y diques. Está amenazada de extinción por la destrucción de su hábitat natural.